# Великі Копані
Великі Копа́ні — село в Україні, адміністративний центр Великокопанівської сільської громади Херсонського району Херсонської області. Населення становить 5654 осіб.

## Назва
Назва села походить від способу добування в цій місцевості питної води: викопуючи неглибокі ями-колодязі, жителі використовували для пиття ґрунтову воду, що скупчувалася близько до поверхні, у суглинному чорноземі під наносами піску.

## Географія
Село Великі Копані розташоване від обласного центру за 44 км залізницею, 40 км автошляхом та від Києва — 600 км залізницею, автошляхом — 580 км.

## Населення
Відповідно із переписом УРСР 1989 року чисельність наявного населення села становила 4640 осіб, з яких 2087 чоловіків та 2553 жінки.
За переписом населення України 2001 року в селі мешкали 5654 особи.

### Мова
Розподіл населення за рідною мовою за даними перепису 2001 року:
| Мова            | Кількість | Відсоток |
| --------------- | --------- | -------- |
| українська      | 5147      | 91.03%   |
| російська       | 383       | 6.77%    |
| вірменська      | 81        | 1.43%    |
| румунська       | 16        | 0.28%    |
| білоруська      | 11        | 0.19%    |
| угорська        | 2         | 0.04%    |
| болгарська      | 1         | 0.02%    |
| грецька         | 1         | 0.02%    |
| інші/не вказали | 12        | 0.22%    |
| Усього          | 5654      | 100%     |

## Історія
Великі Копані мають давню історію, про що свідчать знайдені поблизу села археологічні пам'ятки. Село засноване 1795 року.

### Стародавні часи
На території теперішнього села знайдені поселення епохи неоліту, бронзи, посудина епохи міді, наконечники скіфських стріл, слов'янська кераміка часів Київської Русі, половецька кам'яна скульптура XI—XIII століття.

### XVIII століття
На території колишнього Олешківського району знаходилась Олешківська Січ, де кошовий отаман Кость Гордієнко та син гетьмана Пилипа Орлика Григор, якого батько присилав до запорожців з таємною місією, обговорювали плани звільнення України від гніту російського царизму. Не зважаючи на те, що Олешківська Січ припинила своє існування у 1728 році, козацьке життя в краю продовжувалось. В період російсько-турецької війни запорізькою командою під керівництвом Опанаса Ковпака будувалися земляні укріплення, згодом реконструйовані Михайлом Кутузовим. У 1790—1793 роках слобода Олешки входила до складу Кінбурнської паланки Чорноморського козачого війська.

### XIX століття
Офіційні дані про заснування села Великі Копані датовані 1796 року, коли населення становило 110 осіб. Першопоселенцями були солдати-втікачі та селяни з Орловщини, Полтавщини та інших місць. 1810 року сюди прибуло ще декілька десятків сімей з Курської губернії. Поступово кількість жителів та господарств казенного села збільшувалась. У 1822 році нараховувалось 1232 місцевих жителів.
Станом на 1886 рік у волостному центрі Велико-Копанської волості мешкало 3990 осіб, налічувалось 573 двори, існували православна церква, школа, 5 лавок, відбувалося 2 ярмарки на рік.
Скотарство було основним заняттям місцевого населення. До кінця першої чверті XIX століття тут налічувалась 1 тис. голів великої рогатої худоби, 2,5 тис. голів овець. Одночасно поселенці займалися землеробством: сіяли ярову і озиму пшеницю. Проте ґрунти, в основному піщані, до того ж оброблювані примітивним сільськогосподарським знаряддям, погано родили. Відповідно до закону від 24 листопада 1886 року «Про поземельний устрій державних селян в 36 губерніях» за селянами Великих Копаней було закріплено землю, що раніше ними оброблювалась. За закріплену землю селяни зобов'язані були вносити до скарбниці державну оброчну подать.
Багато господарств здавали свою землю в оренду заможнішим селянам, у яких були засоби для обробки землі (коні, худоба, плуга), за половину вирощеного врожаю. Бідняки через нестачу тягла орали, використовуючи худобу. Безземельні селяни наймалися в батраки до заможних селян.
У другій половині XIX століття у Великих Копанях спостерігалося пожвавлення економіки. Працювали 34 вітряні млини, кузня і ряд інших дрібних підприємств. Розвивалася торгівля.

### XX століття
На початок XX століття у Великих Копанях налічувалось 5990 жителів. На цей час діяло більше десяти торгових підприємств; двічі на рік збиралися ярмарки (торгували зерном, городніми культурами, худобою, полотном, ремісничими товарами). Розвиток промисловості, вимоги зовнішнього ринку стимулювали до інтенсивного збільшення виробництва зерна.
Влітку село утопало в зелені плодових (абрикосових, персикових) дерев. Завдяки старанням місцевого селянина Андрія Горлова в середині 1950-х років почало розвиватися садівництво, виноградарство. Але важкий економічний стан більшості населення, політичне безправ'я викликало незадоволеність селян, що виливалося у виступи проти царських урядників і навколишніх поміщиків. Селянський рух охопив всю Великокопанівську волость і був зупинений лише силою зброї. Перша світова війна посилила тяжке положення селянства. Унаслідок мобілізації чоловіків в армію село переживало гостру недостачу в робочих руках, скоротилися посіви. Господарства, що залишилися без годувальників, приходили в занепад. За винятком декількох кам'яних будинків багатіїв, село складалося з саманових, критих соломою, хатин.
Відповідно до радянських джерел, у січні 1918 року у Великих Копанях встановлено радянську владу. Наприкінці березня 1918 року село перейшло під контроль УНР.
У січні 1919 року село окупували англо-франко-грецькі війська. У березні 1919 року Червона армія окупувала всю територію Херсонщини. У Великих Копанях було відновлено радянську владу.
Проте через декілька днів в село увірвалися григоровці. Наприкінці травня їх було вибито з села частинами Червоної армії. Потім велися бої проти денікінців і остаточно ствердилась радянська окупація.

### Радянська доба
Після остаточного затвердження радянської влади, у 1930 році було створено колгосп ім. Крупської, організовано 7 артілей: «Червоні сходи», «Червоний Перекоп», «Ленінський шлях», ім. Петровського, ім. М. В. Фрунзе, «Червона» та інші.
Мирне життя радянських людей було перервано початком Німецько-радянської війни . 400 жителів Великих Копанів пішло на фронт. Ті, хто не встиг евакуюватися, докладали всіх зусиль, щоб встигнути зібрати врожай до наближення лінії фронту. 14 вересня 1941 року гітлерівці окупували Великі Копані та встановили «новий порядок» — почалися розправи над мирними жителями, арешти, щодня вивішувалися повні погроз накази німецької комендатури. Окупанти розграбували колгоспне добро, відбирали у населення худобу, хліб і продукти харчування, 69 хлопців і дівчат села насильно відправили до нацистської Німеччини.
Відразу ж після звільнення села від окупантів почалася боротьба за відновлення зруйнованого війною господарства. Важко було піднімати колгоспи — не вистачало робочих рук, не було тракторів. Землю орали коровами, копали лопатами. Справа пішла швидше, коли після закінчення німецько-радянської війни в село повернулися демобілізовані воїни. Вони активно включилися в роботу. Завдяки трудовому ентузіазму механізаторів, тваринників, всіх колгоспників, економіка села міцніла з кожним днем.
У квітні 1951 року колгосп ім. Ворошилова було перетворено у виноградарський радгосп ім. Фрунзе. У радгоспі швидкими темпами розвивалося не тільки виноградарство, але і садівництво, зберігалося також м'ясо-молочне тваринництво. Зростання економіки радгоспу значною мірою пояснюється успішним використанням не тільки матеріальних, але і моральних стимулів. У 1975—1980 роках колективи радгоспу і виноцеху широко розвернули змагання за підвищення ефективності виробництва і поліпшення якості продукції.
З 1945 року у Великих Копанях працює відділення Нижньодніпровської науково-дослідної станції залісення пісків і виноградарства на пісках. На площі 320 га, вирощують експериментальні сорти винограду: Совіньйон, Ркацителі, Сапераві, Карабурну та інші; експериментальні сорти яблук: Ред делішес, Голден делішес, районовані сорти — Ренет Симиренка.
Великі зміни у Великих Копанях відбулися за роки, що пройшли після відновлення зруйнованого війною господарства. Було споруджено комплекс будівель для виноцеху, механізований холодильник, будівля сільської ради, магазини, їдальня, будинок побуту, будинок зв'язку, будинок культури, поліклініка при дільничній лікарні, дитсадки. Прокладено водопровід. Налагоджено регулярний автобусний і залізничний зв'язок з Херсоном.

### У Незалежній Україні
12 вересня 2016 року, в ході децентралізації, відбулося об'єднання Абрикосівської та Великокопанівської сільських рад Олешківського району з утворенням Великокопанівської сільської громади.
17 липня 2020 року, в результаті адміністративно-територіальної реформи та ліквідації Олешківського району село увійшло до складу Херсонського району.
З 24 лютого 2022 року, з початку російського вторгнення в Україну, село перебуває під тимчасовою окупацією російських загарбників.
До 6 червня 2023 року здійснювалося електропостачання села від Каховської ГЕС, яка зруйнована російськими окупантами.

### Економіка
Найпоширенішими організаційно-правовими формами господарювання в с. Великі Копані є приватні підприємства, товариства з обмеженою відповідальністю, фермерські господарства. Більше половини суб'єктів господарювання припадає на такі види діяльності, як гуртова та роздрібна торгівля, сільське господарство, а саме: вирощування садів та виноградників.
Сільське господарство Великих Копанів представлене ПАТ ім. Фрунзе, фермерськими господарствами «Янтар», «Перлина», «Мрія», «Олександра», «Микола», «Гілея», «Прометей», «Олекса», «Маляр», «Козак», «Світоч», а також ДП «Великокопанівське лісомисливське господарство».
Площа сільськогосподарських угідь (по всіх товаровиробниках, включаючи особисті селянські господарства) — 3681,64 га, з них ріллі — 2138,85 га; пасовищ — 991,49 га.
У селі Великі Копані знаходиться один з найбільших у регіоні гуртовий ринок «Нежданний». 9 квітня 2020 року ринок був закритий, у зв'язку з епідемією коронавірусу, що призвело до акцій протесту фермерів, що не могли збути швидкопсувну сільськогосподарську продукцію, тонни городини було викинуто просто на трасу.
У 2021 році село Великі Копан назвали унікальним, адже там на адміністративних посадах працюють лише жінки.

## Заклад освіти
- Загальноосвітня школа І—ІІІ ступенів.

## Особистості
- Болдирєв Олексій Вікторович (1987—2015) — старший сержант Збройних сил України, учасник російсько-української війни.
- Дудкін Іван Федотович (1936—2023) — фотохудожник і мандрівник.